# Giovanni Giacomo Carlino
Giovanni Giacomo Carlino (XVI secolo – Napoli, 1616) è stato un tipografo e editore italiano.
Il suo nome nelle edizioni si può trovare indicato come Gio. Iacomo Carlino; Io. Iacobus Carlinus e Giacomo Carlino.

## Biografia

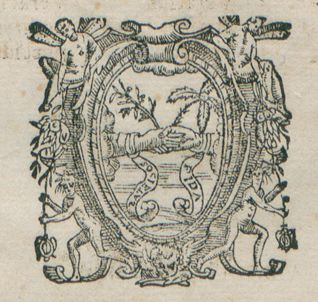
Marca tipografica di Carlino

Giovanni Giacomo Carlino risulta attivo a Napoli a partire dal 1579. Nulla si sa di lui in precedenza. Nella città partenopea lavorò a lungo per Orazio Salviani ed in seguito gli subentrò nella proprietà della tipografia insieme ad Antonio Pace. Furono attivi a Napoli e a Vico Equense divenendo stampatori arcivescovili. Nel 1611 la stamperia del Carlino fu temporaneamente impiantata nel Castello di Gesualdo, in Irpinia, dove diede alla luce le partiture più famose (il Libro quinto e il Libro sesto di madrigali a cinque voci e i Responsoria) del principe e musico Carlo Gesualdo.
A Napoli fu socio anche di Costantino Vitali.
Scrisse un sonetto encomiastico in dialetto veneto per l'amico Cataldo Antonio Mannarino. Questo venne  inserito nella "Oligantea", un'antologia poetica allegata al poema "Gloria di guerrieri e d'amanti" del Mannarino e stampata dal Carlino nel 1595. Dalla sua tipografie uscirono libri, poemi ed edizioni musicali.
Morì a Napoli nel 1616.

Marche tipografiche di Giovanni Giacomo Carlino
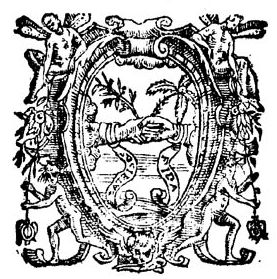
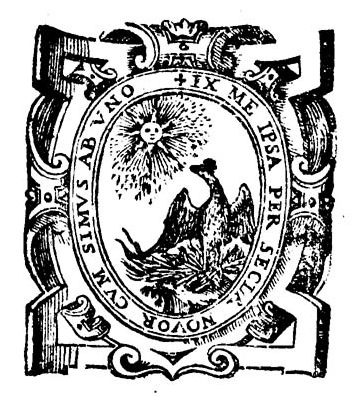
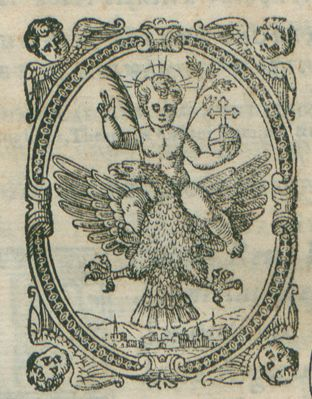

## Opere
Alcune opere pubblicate
- Cornelio Vitignano, Cronica del Regno di Napoli, Napoli 1595.
- Cataldo Antonio Mannarino, Gloria di guerrieri e d'amanti,  Napoli 1595.
- Cataldo Antonio Mannarino, Canzone all'illustrissimo e reverendissimo monsignor Alfonso cardinal Gesualdo vescovo d'Ostia, Napoli 1596.
- Giovan Domenico Montefuscoli, Grandezze del verbo ristrette nei misteri del rosario, Napoli 1593.
- Agostino De Cupiti, Caterina martirizata poema sacro, Napoli 1593.
- Agostino De Cupiti, Il poeta illuminato, Vico Equense 1598.
- Giovanni Antonio Summonte, Dell'historia della città e regno di Napoli, Napoli 1601.
- Michele Zappullo, Sommario istorico, Napoli 1602.